# Стад де Порт-Жантіль
«Стад де Порт-Жантіль» (фр. «Stade de Port-Gentil») — стадіон у місті Порт-Жантіль, Габон. Відкритий 2016 року, вміщує 20 000 глядачів.
Стадіон є одним з чотирьох, де проходить Кубок африканських націй 2017.